# Aristolochia dalyi
Aristolochia dalyi är en piprankeväxtart som beskrevs av F. Gonzalez. Aristolochia dalyi ingår i släktet piprankor, och familjen piprankeväxter. Inga underarter finns listade i Catalogue of Life.